# Jaremče
Jaremče (ukrajinsky Яремче, rusky Яремча – Jaremča, polsky Jaremcze) jsou město v Ivanofrankivské oblasti na Ukrajině. K roku 2004 v něm žilo přes sedm tisíc obyvatel.

## Poloha
Jaremče leží na severovýchodním úbočí Karpat na horním toku Prutu, přítoku Dunaje v úmoří Černého moře. Od Ivano-Frankivska, správního střediska oblasti, je vzdáleno přibližně čtyřiapadesát kilometrů jižně.

## Dějiny
První zmínka o obci je z roku 1787, kdy bylo součástí Haliče v habsburském impériu. Po první světové válce připadlo Jaremče druhé Polské republice. V roce 1939 jej obsadila Rudá armáda, následně nacistické Německo a v roce 1945 znovu Sovětský svaz, kde patřilo do Ukrajinské SSR. Od roku 1991 je součástí samostatné Ukrajiny. Od roku 1963 má status města.

### Rodáci
- Roman Vasylovyč Lejbjuk (*1977), běžkař